# بيت الطلقي (كحلان عفار)

تعديل مصدري - تعديل

بيت الطلقي هي إحدى قرى عزلة قيدان بمديرية كحلان عفار التابعة لمحافظة حجة، بلغ تعداد سكانها 115 نسمة حسب تعداد اليمن لعام 2004.